# Amares (vila)
Amares és una vila portuguesa situada a la freguesia d'Amares e Figueiredo del municipi d'Amares, del qual és seu, al districte de Braga, regió del Nord i subregió del Cávado.
Manuel I va concedir carta foral a Amares el 1514. L'actual municipi, però, va ser creat el 1853.

## Història
La població d'Amares es va desenvolupar a causa de la situació geogràfica, després de la invasió dels musulmans al segle VIII. El seu nom primitiu sembla que fou Marecos, designació d'una vil·la pertanyent a Gualdim Pais, gran mestre de l'orde dels Templers.
Ací era el Solar dos Machados, descendents del cavaller Mendo Moniz, que amb destral estimbà les portes de Santarém el 8 de maig del 1147, per la qual cosa Alfons I li va donar el domini de Gondar i li feu utilitzar el malnom de Machado ('destral'). La torre de Vasconcelos fou solar de la família dels Vasconcelos, a més del Solar dos Castros de Vila Nova de Cerveira (Solar de Castro).

## Economia
La principal activitat del municipi d'Amares és l'agricultura i la creació de ramat. Domina la policultura: amb dacsa, fesol i taronges, i assumeix també la vinicultura i la floricultura. La transformació de la fusta, la petita indústria, la construcció civil i el comerç són també activitats importants de l'economia del municipi. Amares ha invertit fortament en el turisme, basat en el patrimoni arquitectònic, cultural i ambiental, en el turisme religiós, lligat als santuaris, i en les termes de Caldelas.

## Patrimoni

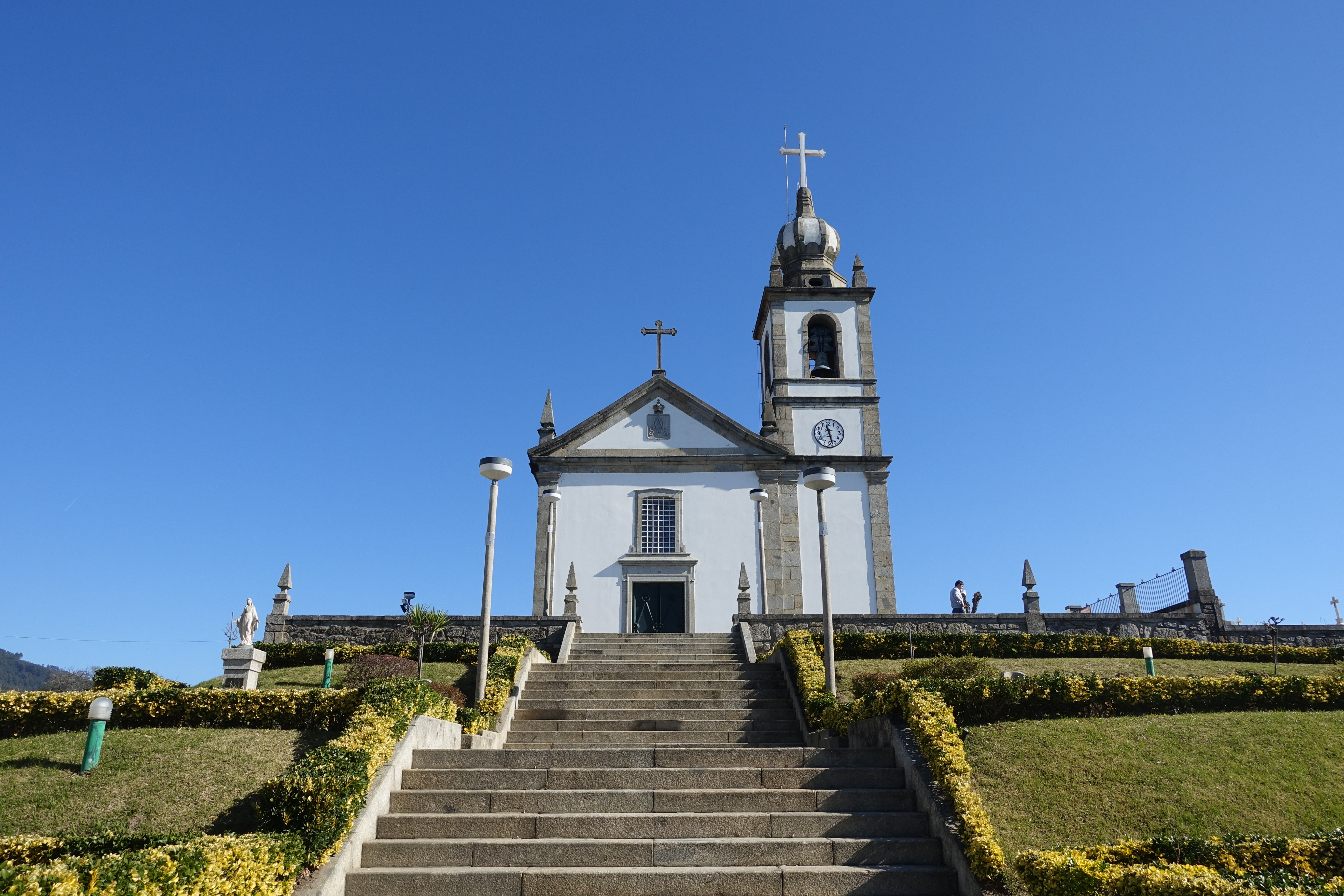
Església parroquial d'Amares

A la vila destaquen l'església parroquial i la creu de terme.
L'artesania del municipi consta sobretot de teixits, brodats, filat de lli, cistelleria, llanderia, la talla, miniatures en fusta, ceràmica, i pirotècnia.

## Personatges il·lustres
- Gualdim Pais, gran mestre de l'orde Templer, fundador de les ciutats de Tomar i Pombal;
- Sá de Miranda, hi visqué i va morir;

## Agermanaments
Amares està agermanada amb Sent Pau de Dacs, Landes, a l'estat francés.